# اچ‌تی‌ام‌اس مایکلانگ
اچ‌تی‌ام‌اس مایکلانگ (به انگلیسی: HTMS Maeklong) یک کشتی بود که طول آن ۸۲ متر (۲۶۹ فوت ۰ اینچ) بود. این کشتی در سال ۱۹۳۶ ساخته شد.